# Пробуђена савест
Пробуђена савест (енгл. The Insider) је амерички биографско-драмски филм из 1999. године, режисера Мајкла Мана, који је са Ериком Ротом и написао сценарио на основу новинског чланка Мери Бренер, „Човек који је превише знао”. Главне улоге у филму тумаче Ал Пачино, Расел Кроу, Кристофер Пламер, Дајана Венора, Филип Бејкер Хол, Линдси Краус и Деби Мејзар.
Филм представља фикционализован приказ истините приче, усредсређен на контроверзни сегмент емисије 60 минута о Џефрију Вајганду, узбуњивачу у дуванској индустрији, који покрива његову и борбу продуцента Лоуела Бергмана да одбране његово сведочење од покушаја CBS-а и његовог бившег послодавца да га дискредитују и заташкају.
Иако није остварио успех на биоскопским благајнама, филм је наишао на позитивне реакције критичара, који су нарочито похвалили Кроуову глуму и Манову режију. Био је номинован за седам Оскара, укључујући оне за најбољи филм и најбољег глумца (Кроу), али није освојио ниједног.

## Радња
Током пролога, продуцент CBS-а, Лоуел Бергман, убеђује оснивача Хезболаха, шеика Фадлалаха, да дâ интервју Мајку Воласу за емисију 60 минута. Док се припремају за интервју, и Волас и Бергман чврсто стоје против покушаја застрашивања и ометања шеикових наоружаних и непријатељски настројених телохранитеља.
Касније, Бергман се обраћа Џефрију Вајганду – бившем извршном директору дуванске компаније Браун и Вилијамсон – за помоћ у тумачењу техничке документације. Вајганд пристаје, али заинтригира Бергмана када дода да неће разговарати ни о чему другом, позивајући се на уговор о поверљивости. Браун и Вилијамсон касније примора Вајганда на рестриктивнији уговор, што доводи до тога да Вајганд оптужи Бергмана да га је издао. Бергман га потом посећује да би се одбранио и истражио потенцијалну причу. Вајганд, иако очигледно поседује веома штетне информације, оклева да угрози своју отпремнину са Брауном и Вилијамсоном откривањем било каквих информација.
Вајгандова породица се сели у скромнију кућу, а он почиње да ради као учитељ. Једне ноћи Вајганд проналази доказе о провали и прима злокобни телефонски позив. У међувремену, Бергман контактира Ричарда Скрагса, адвоката који заступа државу Мисисипи у тужби против дуванске индустрије, сугеришући да ако би Вајганд био смењен, то би могло поништити његов уговор о поверљивости и дати CBS-у покриће за емитовање информација; Скрагс изражава интересовање. Нешто касније, Вајганд путем мејла добија претње смрћу и проналази метак у свом поштанском сандучету. Он контактира ФБИ, али агенти који га посећују су непријатељски расположени и конфискују му рачунар. Бесни Вајганд захтева да Бергман организује интервју, у којем наводи да је отпуштен пошто се противио да одлуци компаније да намерно ствара зависност од њихових цигарета.
Бергман касније организује обезбеђење за Вајгандов дом, а брак Вајганда и његове супруге постаје напетији. Он сведочи у Мисисипију против адвоката компаније Браун и Вилијамсон, упркос томе што му је уручена наредба против откривања поверљивих информација јавности. По повратку кући, открива да га је жена Лијен напустила и одвела њихове ћерке. Ерик Кластер, председник CBS News-а, одлучује да не емитује Вајгандов интервју, након што је правна саветница CBS-а, Хелен Каперели, упозорила да је мрежа у опасности од покретања правног поступка Брауна и Вилијамсона. Бергман се супротставља Кластеру, верујући да он штити предстојећу продају CBS-а компанији Westinghouse, што би обогатило и Кластера и Каперелијеву. И Волас и њихов извршни продуцент Дон Хјуит стају на Кластерову страну. Вајганд је, сазнавши за ово, згрожен и прекида контакт са Бергманом.
Истражитељи почињу да испитују Вајгандову личну историју и своје налазе објављују у досијеу од 500 страница. Бергман сазнаје да The Wall Street Journal намерава да га употреби у тексту који доводи у питање Вајгандов кредибилитет. Он убеђује уредника новина да га одложи док га не процени Џек Паладино, адвокат и истражитељ. Након свађе у CBS-у око Вајгандовог сегмента, Бергману је наређено да узме „одмор”, док се емитује скраћени сегмент 60 минута. Бергман контактира Вајганда, који га потиштен и бесан оптужује да је њиме манипулисао. Бергман се брани и хвали Вајганда и његово сведочење. Скрагс позива Бергмана да емитује цео сегмент како би добио подршку јавности за своју тужбу, која је и сама под претњом тужбе гувернера Мисисипија. Бергман није у могућности да помогне, и приватно доводи у питање своје мотиве у праћењу приче.
Бергман контактира уредника The New York Times-а, откривајући целу причу и догађаје у CBS-у. The New York Times штампа причу на насловној страни и осуђује CBS у оштром уводнику. The Wall Street Journal одбацује досије као напад на кредибилитет и штампа Вајгандов исказ. Хјуит оптужује Бергмана да је издао CBS, али открива да се Волас сада слаже да је попуштање корпоративном притиску била грешка. У 60 минута се коначно емитује оригинални сегмент, укључујући цео интервју са Вајгандом. Бергман каже Воласу да је поднео оставку, верујући да су кредибилитет и интегритет 60 минута сада трајно укаљани.

## Улоге
| Глумац            | Улога            |
| ----------------- | ---------------- |
| Ал Пачино         | Лоуел Бергман    |
| Расел Кроу        | др Џефри Вајганд |
| Кристофер Пламер  | Мајк Волас       |
| Дајана Венора     | Лијен Вајганд    |
| Филип Бејкер Хол  | Дон Хјуит        |
| Линдси Краус      | Шерон Тилер      |
| Деби Мејзар       | Деби де Лука     |
| Рене Олстед       | Дебора Вајганд   |
| Хали Ајзенберг    | Барбара Вајганд  |
| Стивен Тоболовски | Ерик Кластер     |
| Колм Фиор         | Ричард Скрагс    |
| Брус Макгил       | Рон Мотли        |
| Џина Гершон       | Хелен Каперели   |
| Мајкл Гамбон      | Томас Сендефур   |
| Рип Торн          | Џон Скенлон      |
| Клиф Кертис       | шеик Фадлалах    |
| Џек Паладино      | самог себе       |
| Мајк Мур          | самог себе       |